# 葛木香一
葛木 香一（かつらぎ こういち、1890年3月12日 - 1964年9月6日）は、日本の俳優である。出生名中澤 次良（なかざわ じろう）、本名根石 次郎（ねいし じろう）。

## 人物・来歴
1890年（明治23年）3月12日、北海道函館市、現在の十字街交番 (同市豊川町7番13号）のあたりに生まれる。同地に仕立屋「丸高」を営む中澤喜三郎・マツ夫妻の次男として中澤家に生まれ、根石家を継ぐ。11歳下の弟に俳優光岡龍三郎（本名中澤喜一、1901年 - 1961年）がいる。叔父が山崎函館新聞（現在の北海道新聞）の支局長だったが、その縁で、道内亀田郡大野村（現在の北斗市大野地区）に移り、弟は同地で生まれている。
旧制・北海道庁立函館中学校（現在の北海道函館中部高等学校）に在学中から芝居に熱中し、同校を卒業した1905年（明治38年）ころ、函館新派革新劇団に参加して、函館地区を巡業する。1917年（大正6年）に東京に移動し、小林喜三郎の小林商会で同社の興行する連鎖劇に出演、天然色活動写真（天活）の映画にも出演、記録に残るもっとも古い作品は、1919年（大正8年）4月30日に公開された田村宇一郎監督の『孝女白菊』で、高勢実乗（当時は高瀬実）と共演している。同年の同社の解散後は、小林が設立して同社を吸収した国際活映（国活）に移籍する。出世作とされるのは、1922年（大正11年）に主演して同年9月1日に公開された、志波西果原作、細山喜代松監督の『雲光の岐に』であり、同作では従来の平凡な新派劇の役柄ではなく、表現主義的セットのなかで精神病者のような役柄を演じ、同作によって葛木は俳優として成長したと言われる。
1923年（大正12年）、国活が製作を停止すると日活向島撮影所に移籍する。同年9月1日の関東大震災によって向島が壊滅すると、京都の日活京都撮影所にその受け皿として新設された第二部（現代劇部）に移籍、翌1924年（大正14年）2月1日に公開された村田実監督の『清作の妻』に主演し、妻・お兼を演じた浦辺粂子とともに注目を浴び、スターになる。同年、天活の元経営者のひとり山川吉太郎の帝国キネマ演芸に引き抜かれ、同社の内紛で設立された東邦映画に移るが、1925年（大正14年）には日活大将軍撮影所に復帰、時代劇、剣戟映画に転向する。
1933年（昭和8年）、日活を退社してフリーランスとなる。当時、日活と配給提携していた片岡千恵蔵の片岡千恵蔵プロダクション、松竹キネマと配給提携していた市川右太衛門の市川右太衛門プロダクション、田中伊助のエトナ映画社、永田雅一の第一映画、マキノ正博のマキノトーキー製作所と京都の撮影所を渡り歩き、1936年（昭和11年）には新興キネマに入社する。1942年（昭和17年）1月27日、戦時統合によって大映が設立され、新興キネマは合併して京都撮影所は閉鎖されたが、葛木は同社に継続入社する。第二次世界大戦終結後は、引き続き大映京都撮影所（かつての日活京都撮影所、現存せず）に所属、老け役を中心に出演をつづけた。『日本映画俳優全集・男優編』（1979年）によれば、1961年（昭和36年）11月1日に公開された三隅研次監督の『釈迦』を最後に引退したとあるが、その後も、1962年（昭和37年）1月21日に公開された川島雄三監督の『雁の寺』、1963年（昭和38年）3月31日に公開された三隅研次監督の『女系家族』にも出演した記録が残っている。
1964年（昭和39年）9月6日、胃がんのため京都府京都市で死去した。満74歳没。

## おもなフィルモグラフィ
すべてクレジットは「出演」である。公開日の右側には役名を記す。公開日の右側には役名、および東京国立近代美術館フィルムセンター（NFC）所蔵等の上映用プリントの現存状況についても記す。同センター等に所蔵されていないものは、とくに1940年代以前の作品についてはほぼ現存しないフィルムである。
- 『孝女白菊』 : 監督田村宇一郎、1919年4月30日公開
- 『雲光の岐に』 : 監督細山喜代松、1922年9月1日公開 - 主演
- 『新生さぬ仲』 : 監督細山喜代松、1923年1月14日公開 - 主演
- 『彼女の運命』 : 監督鈴木謙作、1924年1月11日公開 - 主演
- 『清作の妻』 : 監督村田実、1924年2月1日公開 - 清作（主演）
- 『映画女優』 : 監督細山喜代松、1925年1月14日公開 - 主演
- 『実録忠臣蔵 天の巻 地の巻 人の巻』（『忠臣藏 人の巻 地の巻』） : 監督池田富保、1926年4月1日公開 - 片岡源五右衛門、20分尺で現存（NFC所蔵[7]）
- 『地雷火組 第一篇』 : 監督池田富保、1927年7月14日公開 - 白河の仙太、総集篇31分尺で現存（NFC所蔵[7]）
- 『地雷火組 第二篇』 : 監督池田富保、1927年7月22日公開 - 白河の仙太、同上
- 『建国史 尊王攘夷』 : 監督池田富保、1927年10月1日公開 - 松平久之充
- 『槍供養』 : 監督辻吉郎、1927年12月1日公開 - 岡田文之進、17分の断片が現存（NFC所蔵[7]）
- 『弥次㐂多 尊王の巻』 : 監督池田富保、1927年12月31日公開 - 安田勇次郎
- 『弥次㐂多 韋駄天の巻』 : 監督池田富保、1928年1月14日公開 - 安田勇次郎
- 『弥次㐂多 伏見鳥羽の巻』 : 監督池田富保、1928年2月1日公開 - 安田勇次郎、23分尺で現存（NFC所蔵[7]）
- 『維新の京洛 竜の巻 虎の巻』 : 監督池田富保、1928年9月27日公開 - 古高俊太郎
- 『沓掛時次郎』 : 監督辻吉郎、1929年6月14日公開 - 六ツ田の三蔵
- 『右門捕物帖 三番手柄』 : 監督辻吉朗、1930年1月31日公開 - 傳六、16分の断片が現存（NFC所蔵[7]）
- 『元禄快挙 大忠臣蔵 天変の巻・地動の巻』 : 監督池田富保、1930年4月1日公開 - 仲間頭作右エ門、1分の断片が現存（NFC所蔵[7]）
- 『侍ニッポン 前篇』: 監督伊藤大輔、1931年4月8日公開 - 結城寅寿
- 『侍ニッポン 後篇』: 監督伊藤大輔、1931年4月15日公開 - 結城寅寿
- 『花火』 : 監督伊丹万作、1931年8月26日公開 - 別所吉左衛門
- 『殉教血史 日本二十六聖人』 : 監督池田富保、1931年10月1日公開 - ミカエル小崎清兵衛、96分尺で現存（NFC所蔵[7]）
- 『薩摩飛脚 東海篇』 : 監督伊藤大輔、1932年9月15日公開 - 西沢英次郎
- 『風雲 前篇』 : 監督稲垣浩、1933年12月31日公開 - 桂小五郎、2分の断片が現存（NFC所蔵[7]）
- 『赤西蠣太』 : 監督伊丹万作、1936年6月18日公開 - 伊達安芸、78分尺で現存（NFC所蔵[7]）
- 『四十八人目』 : 監督伊藤大輔、1936年7月30日公開 - 前原伊助、91分尺で現存（NFC所蔵[7]）
- 『荒木又右衞門』 : 監督萩原遼、1936年10月15日公開 - 池田忠与、数秒分の断片が現存（NFC所蔵[7]）
- 『沓掛時次郎』 : 監督西原孝、1936年11月15日公開 - 親分八町徳
- 『児雷也 前篇 妖雲之巻』 : 監督山内英三、1936年12月31日公開 - 高砂弓之助、総集篇80分尺で現存（NFC所蔵[7]）
- 『児雷也 後篇 変幻之巻』 : 監督山内英三、1937年1月5日公開 - 高砂弓之助、同上
- 『祐天吉松』 : 監督森一生、1937年8月12日公開 - 加賀屋七兵ヱ、68分尺で現存（NFC所蔵[7]）
- 『近藤勇』 : 監督森一生、1939年1月13日公開 - 松平肥後守、33分尺で現存（NFC所蔵[7]）
- 『元禄女大名』 : 監督木村恵吾、1939年2月1日公開 - 櫻井彌兵衛、42分尺で現存（NFC所蔵[7]）
- 『阿波狸合戦』 : 監督寿々喜多呂九平、1939年4月13日公開 - 紺屋の大和屋茂右衛門
- 『怪談狂戀女師匠』 : 監督木藤茂、1939年8月1日公開 - 彦兵衛、6分の断片が現存（NFC所蔵[7]）
- 『続阿波狸合戦』 : 監督森一生、1940年4月18日公開 - 紺屋の大和屋茂右衛門
- 『落花の舞』 : 監督西原孝、1940年12月29日公開 - 松本伊豆守、52分尺で現存（NFC所蔵[7]）
- 『孤城の櫻』 : 監督押本七之輔、1941年3月15日公開 - 小田治久、76分尺で現存（NFC所蔵[7]）
- 『城を守る少年』 : 監督野渕昶、1941年6月22日公開 - 板倉少佐、30分尺で現存（NFC所蔵[7]）
- 『維新の曲』 : 監督牛原虚彦、1942年5月14日公開 - 池田屋惣兵工、113分尺で現存（NFC所蔵[7]）
- 『お市の方』 : 監督野淵昶、1942年9月10日公開 - 藤掛三河、88分尺で現存（NFC所蔵[7]）
- 『大阪町人』 : 監督森一生、1942年6月11日公開 - 番頭 宋八、69分尺で現存（NFC所蔵[7]）
- 『無法松の一生』 : 監督稲垣浩、1943年10月28日公開 - 巡査、79分尺で現存（NFC所蔵[7]）
- 『狼火は上海に揚る』（『春江遺恨』） : 監督稲垣浩、1944年12月28日公開 - 藍沢彦次郎、65分尺で現存（NFC所蔵[7]）
- 『お馬は七十七萬石』 : 監督安田公義、1944年2月24日公開 - 大木兵部、67分尺で現存（NFC所蔵[7]）
- 『小太刀を使ふ女』 : 監督丸根賛太郎、1944年8月3日公開 - 佐五郎、53分尺で現存（NFC所蔵[7]）
- 『生ける椅子』 : 監督野淵昶、1945年5月17日公開 - 鳥井信左衛門、7分の断片が現存（NFC所蔵[7]）
- 『壮士劇場』 : 監督稲垣浩、1947年5月6日公開 - 伊三郎、86分尺で現存（NFC所蔵[7]）
- 『月の出の決斗』 : 監督丸根賛太郎、1947年7月15日公開 - 伊兵衛、77分尺で現存（NFC所蔵[7]）
- 『山猫令嬢』 : 監督森一生、1948年3月9日公開 - 村井作次郎、86分尺で現存（NFC所蔵[7]）
- 『王將』 : 監督伊藤大輔、1948年10月18日公開 - 八代、93分尺で現存（NFC所蔵[7]）
- 『山を飛ぶ花笠』 : 監督伊藤大輔、1949年9月11年月日公開 - 糀屋、83分尺で現存（NFC所蔵[7]）
- 『月よりの使者』 : 監督加戸敏、1949年9月22日公開 - 桜井博士、86分尺で現存（NFC所蔵[7]）
- 『忘れられた子等』 : 監督稲垣浩、1949年10月4日公開 - 校医林田、86分尺で現存（NFC所蔵[7]）
- 『火山脈』 : 監督安達伸生、1950年3月26日公開 - 長兵衛、112分尺で現存（NFC所蔵[7]）
- 『虚無僧屋敷』 : 監督安田公義、1950年9月9日公開 - 佐倉屋儀助、89分尺で現存（NFC所蔵[7]）
- 『上州鴉』 : 監督冬島泰三、1951年5月25日公開 - 百姓佐兵衛
- 『十六文からす堂 千人悲願』 : 監督萩原章、1951年10月12日公開 - 津軽三左衛門、55分尺で現存（NFC所蔵[7]）
- 『稲妻草紙』 : 監督稲垣浩、1951年12月30日公開 - お雪の父 辰五郎、98分尺で現存（NFC所蔵[7]）
- 『修羅城秘聞 双龍の巻』 : 監督衣笠貞之助、1952年3月20日公開 - 若木讃岐守、95分尺で現存（NFC所蔵[7]）
- 『乞食大将』 : 監督松田定次、1952年4月3日公開〈1945年製作〉 - 明石全登、62分尺で現存（NFC所蔵[7]）
- 『西陣の姉妹』 : 監督吉村公三郎、1952年4月17日公開 - 問屋風の旦那、110分尺で現存（NFC所蔵[7]）
- 『續 修羅城秘聞 飛雲の巻』 : 監督衣笠貞之助、1952年5月8日公開 - 若木讃岐守、95分尺で現存（NFC所蔵[7]）
- 『振袖狂女』 : 監督安田公義、1952年7月10日公開 - 林道春、95分尺で現存（NFC所蔵[7]）
- 『近世名勝負物語 花の講道館』 : 監督森一生、1953年4月29日公開 - 役名不明、102分尺で現存（NFC所蔵[7]）
- 『丹下左膳』 : 監督マキノ雅弘、1953年7月1日公開 - 家老、101分尺で現存（NFC所蔵[7]）
- 『続丹下左膳』 : 監督マキノ雅弘、1953年9月1日公開 - 家老、89分尺で現存（NFC所蔵[7]）
- 『番町皿屋敷 お菊と播磨』 : 監督伊藤大輔、1954年3月3日公開 - 十太夫、93分尺で現存（NFC所蔵[7]）
- 『阿波おどり狸合戦』 : 監督加戸敏、1954年3月13日公開 - 大和屋茂右衛門
- 『伊達騒動 母御殿』 : 監督安田公義、1954年10月13日公開 - 老僕久平、35分尺で現存（NFC所蔵[7]）
- 『近松物語』 : 監督溝口健二、1954年11月23日公開 - 僧侶、103分尺で現存（NFC所蔵[7]）
- 『長崎の夜』 : 監督森一生、1955年9月13日公開 - 揚玄龍、88分尺で現存（NFC所蔵[7]）
- 『赤穂浪士 天の巻 地の巻』 : 監督松田定次、1956年1月15日公開 - 牟岐平右衛門、151分尺で現存（NFC所蔵[7]）
- 『あばれ鳶』 : 監督森一生、1956年12月12日公開 - め組の頭、89分尺で現存（NFC所蔵[7]）
- 『月形半平太 花の巻 嵐の巻』 : 監督衣笠貞之助、1956年10月17日公開 - 越後屋傳助、109分尺で現存（NFC所蔵[7]）
- 『編笠権八』 : 監督三隅研次、1956年12月28日公開 - 神道五左ヱ門、65分尺で現存（NFC所蔵[7]）
- 『忠臣蔵』 : 監督渡辺邦男、1958年4月1日公開 - 原惣右衛門、164分尺で現存（NFC所蔵[7]）
- 『日蓮と蒙古大襲来』 : 監督渡辺邦男、1958年10月1日公開
- 『若き日の信長』 : 監督森一生、1959年3月17日公開 - 97分尺で現存（NFC所蔵[7]）
- 『濡れ髪三度笠』 : 監督田中徳三、1959年8月1日公開 - 与助、98分尺で現存（NFC所蔵[7]）
- 『かげろう絵図』 : 監督衣笠貞之助、1959年9月27日公開 - 法印中川常春院、117分尺で現存（NFC所蔵[7]）
- 『薄桜記』 : 監督森一生、1959年11月22日公開 - 菅野六左衛門、109分尺で現存（NFC所蔵[7]）
- 『大菩薩峠』 : 監督三隅研次、1960年10月18日公開 - 藤作、106分尺で現存（NFC所蔵[7]）
- 『忠直卿行状記』 : 監督森一生、1960年11月12日公開 - 本田伊予、94分尺で現存（NFC所蔵[7]）
- 『釈迦』 : 監督三隅研次、1961年11月1日公開 - スッパプッダ
- 『雁の寺』 : 監督川島雄三、1962年1月21日公開 - 松山竹峯、98分尺で現存（NFC所蔵[7]）
- 『女系家族』 : 監督三隅研次、1963年3月31日公開 - 曽祖父の者